# Гірнича промисловість Мадагаскару
Гірнича промисловість Мадагаскару.

## Загальна характеристика
Частка гірничої промисловості у ВВП наприкінці 1990-х рр. бл. 1,5-2 %, експорт гірничодобувної промисловості 5-6 % від експорту країни. Хромові руди, графіт і флогопіт дають близько 95 % вартості експорту мінеральної сировини. Видобуток більшості інших видів децентралізовано, ведеться відкритим способом.
Провідна компанія в мінеральному секторі — QIT Madagascar Minerals (QMM), в якій 80 % — частка Rio Tinto і 20 % — уряду Мадагаскару.
Хроміти
Мадагаскар постачає хроміти на світовий ринок. Видобуток в 1990-х рр. ведеться на родовищі Беманевіка, Анказутаулана, в р-ні Андріамені (74 тис. т) на родовищі Ранумена.

## Окремі галузі
Хроміт. У 2001 р основний виробник хроміту — державна компанія Société Kraomita Malagasy (Kraoma) добуває бл. 40 тис. тон концентрату і 80 тис. тон грудкуватої руди щорічно від комплексу Андріамана (Andriamana), і 20 тис. тон/рік від копальні Бегандрінана (Behandrinana).
Графіт. Промисловий видобуток графіту початий в 1908 на родовищі Царасарі і Суаманеті. До 1963 Мадагаскар був основним постачальником графіту на світовий ринок і займав 1-е місце по видобутку кристалічного графіту. Розробка родовищ включає гідророзмив латеритизованих руд. Далі руда збагачується і рафінується. Експорт в останні десятиліття ХХ ст. становив бл. 10 тис. тон графіту щорічно.
На початку XXI ст. (2001) 66 % графіту добувають на руднику Ґаллоіс (Gallois), що біля Тоамасіни (Toamasina). До 15 тис. тон/рік графіту експортують, здебільшого до Великої Британії, США і Німеччини.
Флогопіт. Мадагаскар — одна з небагатьох держав, яка видобуває і експортує флогопіт. Промисловий видобуток почато в 1920 на родовищі Ампандрандава, на якому до 1970 видобуто 4,5 тис. тон слюди (16 % гірничої продукції Мадагаскару). Розробку флогопіту у 1990-х роках вели на 265 родовищах, зокрема Бенату, Муфілефі і Вухітрамбуа, Амбарарата та ін. на глибинах 40-170 м. Експорт флогопіту здійснюється в основному в Японію, Німеччину і США. Видобуток флогопіту на початку XXI ст. становить від 300 до 500 тон/рік.
Золото. Видобуток золота в країні становить 3-4 т/рік, і переважно здійснюється індивідуальними гірниками і малими синдикатами.
Видобуток кварцової сировини провадить бл. 100 фірм і окр. осіб за ліцензіями. Осн. видобуток — в р-нах Маруанцетра і Анталаха. Осн. імпортери: Франція, ФРН, Японія. Видобуток дорогоцінних і виробних каменів ведеться з кінця XIX ст., в кінці ХХ ст. він активно зростав. За весь період розробок видобувався гранат, цитрин, лабрадорит, аметист, місячний камінь, рожевий кварц, целестин, родоніт, турмалін, агат, яшма, скам'яніле дерево. У 1996 на Мадагаскарі знайдено найбільший у світі смарагд світу. Осн. імпортери: Франція, ФРН, Японія, Італія, Швейцарія, США.
Видобуток інших корисних копалин. У незначних к-стях періодично добувають ільменітові, монацитові і цирконові концентрати з розсипів сх. узбережжя М.; для місцевих потреб — видобуток кам'яного і бурого вугілля, фосфатної сировини на острові Жуан-ді-Нова, буд. матеріалів, цементної, вапнякової сировини і інш.
Серед перспективних проєктів початку XXI ст. — проєкт компанії QMM по видобуванню ільменіту. Видобуток відкритим способом може початися в 2005 р, проєктна продуктивність — 500 тис.т/рік ільменіту. Строк експлуатації покладів за різними варіантами 20 і 40 років.

## Державні установи. Підготовка кадрів
Геологічні і геофізичні роботи проводяться геологічним відділенням, підлеглим Управлінню рудників і геології. Гідрогеологічні дослідження виконує відповідне відділення управління енергетики. Крім того, при канцелярії президента створена спеціалізована служба, що займається вивченням, пошуками та розвідкою родовищ нафти та інш. корисних копалин
Підготовка гірничих інженерів і інженерів-геологів з 1963 ведеться у Мадагаскарському ун-ті в м. Антананаріву.